# Platycis kanoi
Platycis kanoi is een keversoort uit de familie netschildkevers (Lycidae). De wetenschappelijke naam van de soort werd in 1967 gepubliceerd door Takehiko Nakane.